# غزاله جاوید
غزاله جاوید (به اردو: غزالہ جاوید) مشهور به «بلُبُل سوات» آوازخوان پرطرفدار پشتو زبان بود. وی به  در افغانستان نیز از محبوبیت زیادی برخوردار بود. او در طول دوران خوانندگی‌اش آهنگ‌هایی با اشعار فارسی نیز خوانده‌است.

## سبک موسیقی
غزاله جاوید، به سبک «تَپی» آواز می‌خواند. تَپی سبک ویژه‌ای از موسیقی پشتو است.

## مرگ
در تاریخ ۱۸ ژوئن ۲۰۱۲ میلادی، غزاله جاوید در حالی که به همراه خواهرش از یک سالن آرایش در شهر پیشاور خارج شده بود و سوار بر ماشین پدرش به خانه‌شان بازمی‌گشت، مورد حمله دو موتورسوار قرار گرفت. در این حمله غزاله جاوید و پدرش کشته شدند. پلیس پیشاور اعلام کرد که شش تیر به بدن وی اصابت کرده‌بود.
جهانگیر خان، همسر سابق غزاله جاوید که وی تنها با او ۶ ماه زندگی کرده بود، متهم به انجام این قتل شده‌است.